# Isabella Gonzaga (1537-1579)
Isabella Gonzaga (Mantova, 18 aprile 1537 – Vicaria, 16 agosto 1579) è stata una nobile italiana.

## Biografia

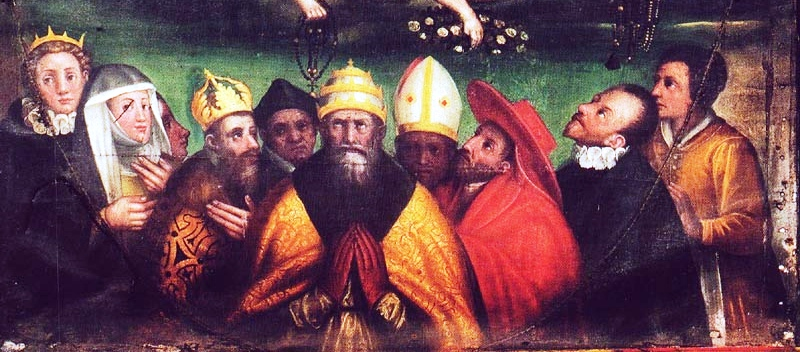
Dettaglio della base della "Madonna del Rosario", nella chiesa di SS. Nome di Gesù e del Rosario (Madonna del Rosario), di Ambrogio Oliva, Occimiano, Alessandria. Ritratti di notabili del Monferrato e di Mantova: l'ultima figura sul lato destro è Isabella Gonzaga.

Era figlia di Federico II Gonzaga, primo duca di Mantova e del Monferrato e di Margherita Paleologa, erede del Marchesato del Monferrato.
La nonna Anna d'Alençon le lasciò i suoi beni francesi. Ma la madre Margherita successivamente riuscirà, grazie alla rinuncia di Isabella (1564), a costituire il patrimonio per il terzo figlio, Lodovico che, recatosi in Francia, darà origine al ramo dei Gonzaga Nevers.
Sposò nel dicembre 1556 Francesco Fernando d'Avalos, secondo Principe di Francavilla, quarto Marchese di Pescara, terzo Marchese del Vasto e Conte di Monteodorisio.
Nel 1561 venne nominata Governatrice del Monferrato dal fratello Guglielmo, marchese di Monferrato.

## Eredità

### Luoghi dedicati a Isabella
Nel 1885, la città di Chieti, per opera del soprintendente Vincenzo Zecca, volle ricordare le frequentazioni soventi della marchesa nella città teatina, dedicandole la Scuola magistrale femminile, attuale Istituto professionale di Chieti presso la Civitella.

## Discendenza
Isabella e Francesco Fernando ebbero due figli:
- Alfonso Felice d'Avalos d'Aquino d'Aragona, principe di Francavilla, (1564-1593), sposò Lavinia Della Rovere;
- Tommaso d'Avalos d'Aquino d'Aragona (m. 1622), conte di Castelluccio (nell'allora provincia di Basilicata), titolare del Patriarcato di Antiochia dal 1611 al 1622.

## Ascendenza
|                             |                              |                                 | Genitori                         |  |  | Nonni |  |  | Bisnonni           |  |  | Trisnonni            |  |
|                             |                              |                                 |                                  |  |  |       |  |  | Federico I Gonzaga |  |  | Ludovico III Gonzaga |  |
|                             |                              |                                 |                                  |  |  |       |  |  | Federico I Gonzaga |  |  | Ludovico III Gonzaga |  |
|                             |                              | Barbara di Brandeburgo          |                                  |  |  |       |  |  | Federico I Gonzaga |  |  |                      |  |
| Francesco II Gonzaga        |                              |                                 |                                  |  |  |       |  |  | Federico I Gonzaga |  |  |                      |  |
|                             |                              | Margherita di Baviera           | Alberto III di Baviera           |  |  |       |  |  |                    |  |  |                      |  |
|                             |                              | Margherita di Baviera           | Alberto III di Baviera           |  |  |       |  |  |                    |  |  |                      |  |
|                             |                              | Margherita di Baviera           | Anna di Braunschweig-Grubenhagen |  |  |       |  |  |                    |  |  |                      |  |
| Federico II Gonzaga         |                              | Margherita di Baviera           |                                  |  |  |       |  |  |                    |  |  |                      |  |
|                             |                              | Ercole I d'Este                 | Niccolò III d'Este               |  |  |       |  |  |                    |  |  |                      |  |
|                             |                              | Ercole I d'Este                 | Niccolò III d'Este               |  |  |       |  |  |                    |  |  |                      |  |
|                             |                              | Ercole I d'Este                 | Ricciarda di Saluzzo             |  |  |       |  |  |                    |  |  |                      |  |
| Isabella d'Este             |                              | Ercole I d'Este                 |                                  |  |  |       |  |  |                    |  |  |                      |  |
|                             |                              | Eleonora d'Aragona              | Ferdinando I di Napoli           |  |  |       |  |  |                    |  |  |                      |  |
|                             |                              | Eleonora d'Aragona              | Ferdinando I di Napoli           |  |  |       |  |  |                    |  |  |                      |  |
|                             |                              | Eleonora d'Aragona              | Isabella di Chiaromonte          |  |  |       |  |  |                    |  |  |                      |  |
| Isabella Gonzaga            |                              | Eleonora d'Aragona              |                                  |  |  |       |  |  |                    |  |  |                      |  |
|                             | Bonifacio III del Monferrato | Giovanni Giacomo del Monferrato |                                  |  |  |       |  |  |                    |  |  |                      |  |
|                             | Bonifacio III del Monferrato | Giovanni Giacomo del Monferrato |                                  |  |  |       |  |  |                    |  |  |                      |  |
|                             | Bonifacio III del Monferrato | Giovanna di Savoia              |                                  |  |  |       |  |  |                    |  |  |                      |  |
| Guglielmo IX del Monferrato | Bonifacio III del Monferrato |                                 |                                  |  |  |       |  |  |                    |  |  |                      |  |
|                             |                              | Maria Branković                 | Stefan III Branković             |  |  |       |  |  |                    |  |  |                      |  |
|                             |                              | Maria Branković                 | Stefan III Branković             |  |  |       |  |  |                    |  |  |                      |  |
|                             |                              | Maria Branković                 | Angelina Arianit Komneni         |  |  |       |  |  |                    |  |  |                      |  |
| Margherita Paleologa        |                              | Maria Branković                 |                                  |  |  |       |  |  |                    |  |  |                      |  |
|                             |                              | Renato d'Alençon                | Giovanni II d'Alençon            |  |  |       |  |  |                    |  |  |                      |  |
|                             |                              | Renato d'Alençon                | Giovanni II d'Alençon            |  |  |       |  |  |                    |  |  |                      |  |
|                             |                              | Renato d'Alençon                | Maria d'Armagnac                 |  |  |       |  |  |                    |  |  |                      |  |
| Anna d'Alençon              |                              | Renato d'Alençon                |                                  |  |  |       |  |  |                    |  |  |                      |  |
|                             |                              | Margherita di Lorena            | Federico II di Vaudémont         |  |  |       |  |  |                    |  |  |                      |  |
|                             |                              | Margherita di Lorena            | Federico II di Vaudémont         |  |  |       |  |  |                    |  |  |                      |  |
|                             |                              | Margherita di Lorena            | Iolanda d'Angiò                  |  |  |       |  |  |                    |  |  |                      |  |
|                             |                              | Margherita di Lorena            |                                  |  |  |       |  |  |                    |  |  |                      |  |